# おいしいごはんが食べられますように
おいしいごはんが食べられますように（おいしいごはんがたべられますように）は高瀬隼子による中編小説。第167回芥川龍之介賞の受賞作である。

## 概要
文学雑誌『群像』の2022年1月に掲載されたのが初出。
同年3月24日に単行本化された。7月20日に芥川賞受賞が発表され、その後の情報番組『王様のブランチ』の放送で売上が上がり、2022年8月22日の重版をもって15万部を突破した。

## あらすじ

### 登場人物
- 二谷
- 押尾
- 芦川さん

## 評価
芥川賞の選考委員の川上弘美は「職場や小さい集団の中での人間関係を立体的に描き話としてはどこかで見たような印象もあったが、物語の型のようなものを少しずつ変えて書いていくのが小説であり、高瀬さんはその技術が非常に優れていた。物語の登場人物を通じて一面的にいい、悪いではない、人間の中の多面性がよく描かれている」と評価している。